# Hobrtenky
Hobrtenky este o arie protejată (arie specială de conservare — SAC, sit de importanță comunitară — SCI) din Republica Cehă întinsă pe o suprafață de 131,16 ha, integral pe uscat.

## Localizare
Centrul sitului Hobrtenky este situat la coordonatele 49°12′14″N 16°31′42″E / 49.203889°N 16.528333°E.

## Înființare
Situl Hobrtenky a fost declarat sit de importanță comunitară în aprilie 2005 pentru a proteja 1 specie de animale. Situl a fost protejat și ca arie specială de conservare în martie 2017.

## Biodiversitate
Situată în ecoregiunea continentală, aria protejată nu include niciun habitat protejat.
La baza desemnării sitului se află o specie protejată de  nevertebrate: rădașcă (Lucanus cervus).